# Adolf Kudliński
Adolf Kudliński (ur. 1 lutego 1951 we Wrocławiu, zm. 25 października 2020 w Orzechówce) – polski rolnik, działacz społeczny, popularyzator zdrowego stylu życia, twórca internetowy, preppers oraz założyciel i dyrektor utworzonego w 2006 roku Muzeum Siekier w Orzechówce.

## Życiorys
Zdobył popularność jako radykalny działacz Solidarności (należał do 1994 r.) w środowisku rolniczym, organizując lub współorganizując w latach 90. serię protestów, m.in. okupację banku w Bodzentynie przez zadłużonych rolników, czy akcję publicznej chłosty na radnych gmin Kielecczyzny, którzy byli przeciwni obniżeniu wysokości podatków rolnych.
W 2006 roku otworzył Muzeum Siekier w Orzechówce.
11 listopada 2014 założył kanał w serwisie YouTube, na którym regularnie zamieszczał materiały dotyczące medycyny alternatywnej (głównie ziołolecznictwo) oraz ogólnie pojętej sztuki przetrwania (ang. survival). Rosnąca popularność kanału oraz wcześniejsza, wieloletnia działalność opisywana m.in. na łamach gazet zarówno regionalnych, jak i krajowych, spowodowały, że przez środowisko survivalowe bywał określany „pierwszym polskim preppersem”.
Adolf Kudliński zmarł na zawał serca w wieku 69 lat, w nocy z 24 na 25 października 2020 roku w swoim domu we wsi Orzechówka.

## Kontrowersje i postępowania sądowe
Adolf Kudliński był samozwańczym archeologiem; w latach 2000–2009 prowadził badania, m.in. poszukując na Łysej Górze (Góry Świętokrzyskie) skradzionego w 1798 r. przez Austrię skarbu należącego niegdyś do tamtejszego opactwa benedyktynów, później zaś propagował tezę, że odnalezione pod klasztorem, kute w litej skale piwnice, to rzekomo „krypty królów słowiańskich”.
28 listopada 2016 roku wraz z 40 osobami z pobliskich wsi Adolf Kudliński został skazany za zakup oraz nielegalne posiadanie broni palnej bez zezwolenia na 3 lata pozbawienia wolności, w zawieszeniu na okres próby, oraz grzywnę w wysokości 18 tysięcy złotych.
1 października 2019 zamieścił podżegający do nienawiści na tle etnicznym materiał pt. „Uwaga grzybiarze”, w którym odniósł się do rzekomego „najazdu” grzybiarzy z Rumunii na świętokrzyskie lasy, apelując o samodzielne rozprawienie się z nimi. Film został usunięty po nagłośnieniu sprawy przez media, zaś Adolf Kudliński, po postępowaniu w tej sprawie, został skazany na karę 6 miesięcy pozbawienia wolności wyrokiem Sądu Rejonowego w Starachowicach z dnia 22.02.2020.

## Publikacje
- Przetrwać!!!, Wyd. Świętokrzyskie Towarzystwo Regionalne, Kielce 2018.